# Torre d'en Deri
La Torre d'en Deri és una masia del municipi de Pals (Baix Empordà) declarada bé cultural d'interès nacional. Està situada a uns 300 metres al nord-est del Mas Roig. El conjunt data segurament dels segles XVI-XVII i forma, juntament amb els masos veïns de Mas Roig i el Mas Cap d'Anyell un dels conjunts d'arquitectura popular de tipologia gòtico-reinaxentista més interessants de la comarca. En l'actualitat es troba deshabitat.
És un edifici de pedra, amb teulada a dues vessants i una torre de defensa de planta circular situada a la banda sud-est. Hi ha afegides al cos principal altres construccions auxiliars, també de pedra i amb coberta de teula a dues vessants. La façana principal, orientada a migdia, conserva elements remarcables: una porta d'accés d'arc de mig punt amb dovelles de pedra i dues finestres de tipologia gòtica; la que es troba emmarcada per una orla amb motius decoratius geomètrics. Les impostes mostren relleus d'animals fabulosos. L'altra obertura està situada a la banda esquerra de la façana; és un element molt similar a l'anteriorment descrit i presenta relleus de testes alades a les impostes. La torre, que ha perdut amb el temps els merlets de coronament, conserva encara algunes espitlleres quadrades. És lleugerament atalussada i construïda amb pedres irregulars. La torre es comunicava amb el mas a través d'un pont.